# Coryphopterus kuna
 Coryphopterus kuna és una espècie de peix de la família dels gòbids i de l'ordre dels perciformes.

## Morfologia
Els mascles poden assolir els 1,7 cm de longitud total.

## Distribució geogràfica
Es troba a Panamà i Mèxic.